# Isla Soto
Soto es la cuarta isla más grande del lago Titicaca en el lado peruano (después de Amantaní, Taquile y Chirita nº 1). Tiene una longitud máxima de 5 kilómetros y una anchura máxima de 1,3 kilómetros, alcanzando una superficie aproximada de 2,6 km².
En la isla de Soto hay una población residente de expertos pescadores aymaras. Al norte de Soto se encuentra la parte más profunda del lago de la parte peruana (-265 metros).